# Pétros Mántalos
Pétros Evángelos Mántalos (grec moderne : Πέτρος Μάνταλος), né le 31 août 1991 à Komotiní, est un joueur de football grec évoluant au poste de milieu de terrain à l'AEK Athènes et avec la sélection grecque.

## Biographie

### En club
Avec les clubs de l'AO Xanthi et de l'AEK Athènes, il participe à la Ligue des champions et à la Ligue Europa.

### En équipe nationale
Pétros Mántalos est sélectionné avec les moins de 19 ans puis avec les espoirs.
Il joue son premier match en équipe de Grèce le 7 septembre 2014, contre la Roumanie. Ce match perdu 0-1 dans la ville de Le Pirée rentre dans le cadre des éliminatoires de l'Euro 2016.
Il marque son premier but avec la sélection grecque le 7 juin 2016, face à l'Australie, lors d'un match amical (victoire 1-2 à Melbourne). Il inscrit son deuxième but le 7 octobre 2016, contre Chypre, lors des éliminatoires du mondial 2018 (victoire 2-0 au Pirée).

## Palmarès
- Vainqueur de la Coupe de Grèce en 2016 avec l'AEK Athènes
- Finaliste de la Coupe de Grèce en 2017 avec l'AEK Athènes
- Championnat de Grèce en 2018